# Epicypta tenuis
Epicypta tenuis är en tvåvingeart som beskrevs av Loïc Matile 1979. Epicypta tenuis ingår i släktet Epicypta och familjen svampmyggor. Inga underarter finns listade i Catalogue of Life.